# Balanovac
Balanovac (Kyrillisch: Балановац) ist ein Dorf in der Opština Knjaževac und im Okrug Zaječar im Osten Serbiens.

## Geographie
Balanovac liegt am südlichen Ausläufer der Karpaten, im südlichen Teil der Region Timočka Krajina.

## Einwohner
Laut Volkszählung 2002 (Eigennennung) gab es 328 Einwohner. Davon waren 326 Serben, einer ein slawischer Mazedonier und eine Person war unbekannter Nationalität.
Weitere Volkszählungen:
| 1948 | 1953 | 1961 | 1971 | 1981 | 1991 |
| ---- | ---- | ---- | ---- | ---- | ---- |
| 666  | 682  | 661  | 568  | 519  | 422  |